# Verordnung zur Selbstüberwachung von Abwasseranlagen
Die Verordnung zur Selbstüberwachung von Abwasseranlagen (Selbstüberwachungsverordnung Abwasser – SüwVO Abw) ist eine Rechtsverordnung des Landes Nordrhein-Westfalen. Sie wurde am 8. November 2013 im Gesetz- und Verordnungsblatt für das Land Nordrhein-Westfalen (Ausgabe 33/2013) verkündet und ist am 9. November 2013 in Kraft getreten. Sie ersetzt § 61 a des Landeswassergesetzes NRW sowie die Selbstüberwachungsverordnung Kanal vom 16. Januar 1995 (GV. NRW. S. 64) und regelt die Selbstüberwachung von Kanalisationen und Einleitungen von Abwasser aus Kanalisationen im Misch- und Trennsystem sowie die Selbstüberwachung privater Abwasserleitungen. In anderen Bundesländern bestehen vergleichbare Regelungen unter dem Titel Eigenkontrollverordnung.

## Entstehung
Auf der Grundlage des § 61 Abs. 2 Landeswassergesetz NRW ist die Selbstüberwachungsverordnung Abwasser am 17. Oktober 2013 als neue Landes‐Rechtsverordnung über die Überwachung von öffentlichen und privaten Abwasseranlagen vom Landtag Nordrhein-Westfalen verabschiedet worden. Sie trat am Tag nach der Bekanntgabe im Gesetz- und Verordnungsblatt für das Land Nordrhein-Westfalen, dem 9. November 2013, in Kraft.
§ 61 LWG NRW regelt die Selbstüberwachung von Abwasseranlagen und ermächtigt das Nordrhein-Westfälische Umweltministerium als Oberste Wasserbehörde dazu, durch Rechtsverordnung mit Zustimmung des Landtags weitergehende Regelungen hierzu zu treffen.

## Inhalt

### Selbstüberwachung von Kanalisationen und Einleitungen von Abwasser aus Kanalisationen im Mischsystem und im Trennsystem
Teil 1 der Verordnung regelt die Selbstüberwachung des baulichen und betrieblichen Zustandes und der Funktionsfähigkeit von Kanalisationsnetzen der öffentlichen Abwasserbeseitigung sowie von befestigten gewerblichen Flächen größer drei Hektar sowie die Überwachung der Einleitung von Abwasser aus Entlastungsbauwerken dieser Kanalisationsnetze.
Die Verordnung verpflichtet den Betreiber eines Kanalisationsnetzes, dieses selbst auf Zustand und Funktionsfähigkeit zu überwachen und hierfür eine Anweisung für die Selbstüberwachung aufzustellen. Der Prüfungsumfang und die Häufigkeit der Prüfung ergeben sich aus der Anlage 1 der Rechtsverordnung.

### Selbstüberwachung privater Abwasserleitungen
Teil 2 der Verordnung gilt für alle privat betriebenen unterirdischen Abwasserleitungen mit Ausnahme von Leitungen zur alleinigen Ableitung von Niederschlagswasser und Leitungen, die in dichten Schutzrohren so verlegt sind, dass austretendes Abwasser aufgefangen und erkannt wird (Leckageerkennung). Diese Abwasserleitungen sind so zu errichten und zu betreiben, dass die Anforderungen an die Abwasserbeseitigung eingehalten werden und dürfen nur nach den allgemein anerkannten Regeln der Technik (hier: DIN 1986 Teil 30 und DIN EN 1610) errichtet, betrieben und unterhalten werden. Die Betreiber sind verpflichtet, den Zustand und die Funktionsfähigkeit der Leitungen selbst zu überwachen. Die Leitungen sind nach Errichtung oder wesentlicher Änderung von Sachkundigen nach den allgemein anerkannten Regeln der Technik auf deren Zustand und Funktionsfähigkeit prüfen zu lassen. Sachkundiger im Sinne der Verordnung ist, wer durch die jeweils zuständige nordrhein-westfälische Handwerkskammer, Industrie- und Handelskammer oder Ingenieurkammer-Bau als solcher anerkannt wurde.
Weiterhin sind bestehende Abwasserleitungen in Wasserschutzgebieten die vor dem 1. Januar 1965 (bei Abwasser aus Industrie und Gewerbe: vor dem 1. Januar 1990) errichtet wurden erstmals bis spätestens zum 31. Dezember 2015 auf deren Zustand und Funktionsfähigkeit prüfen zu lassen, alle anderen Abwasserleitungen in Wasserschutzgebieten sind erstmals bis spätestens zum 31. Dezember 2020 prüfen zu lassen. Bestehende Abwasserleitungen zur Fortleitung industriellen oder gewerblichen Abwassers, für das Anforderungen in einem Anhang der Abwasserverordnung festgelegt sind, sind erstmals bis spätestens zum 31. Dezember 2020 auf Zustand und Funktionsfähigkeit prüfen zu lassen. Für die Prüfung privater Abwasserleitungen außerhalb von Wasserschutzgebieten wurde keine landesweit geltende Frist zur Erstprüfung vorgegeben. 30 Jahre nach der Erstprüfung ist eine Wiederholungsprüfung durchzuführen. 
Die Ergebnisse der Erstüberwachung sind in einer Bescheinigung zu dokumentieren, festgestellte Schäden sind, je nach Schadensbild, kurzfristig bzw. innerhalb von zehn Jahren zu sanieren; bei Bagatellschäden reicht eine Instandsetzung bis zur nächsten Wiederholungsprüfung.